# Príncipe Morinaga

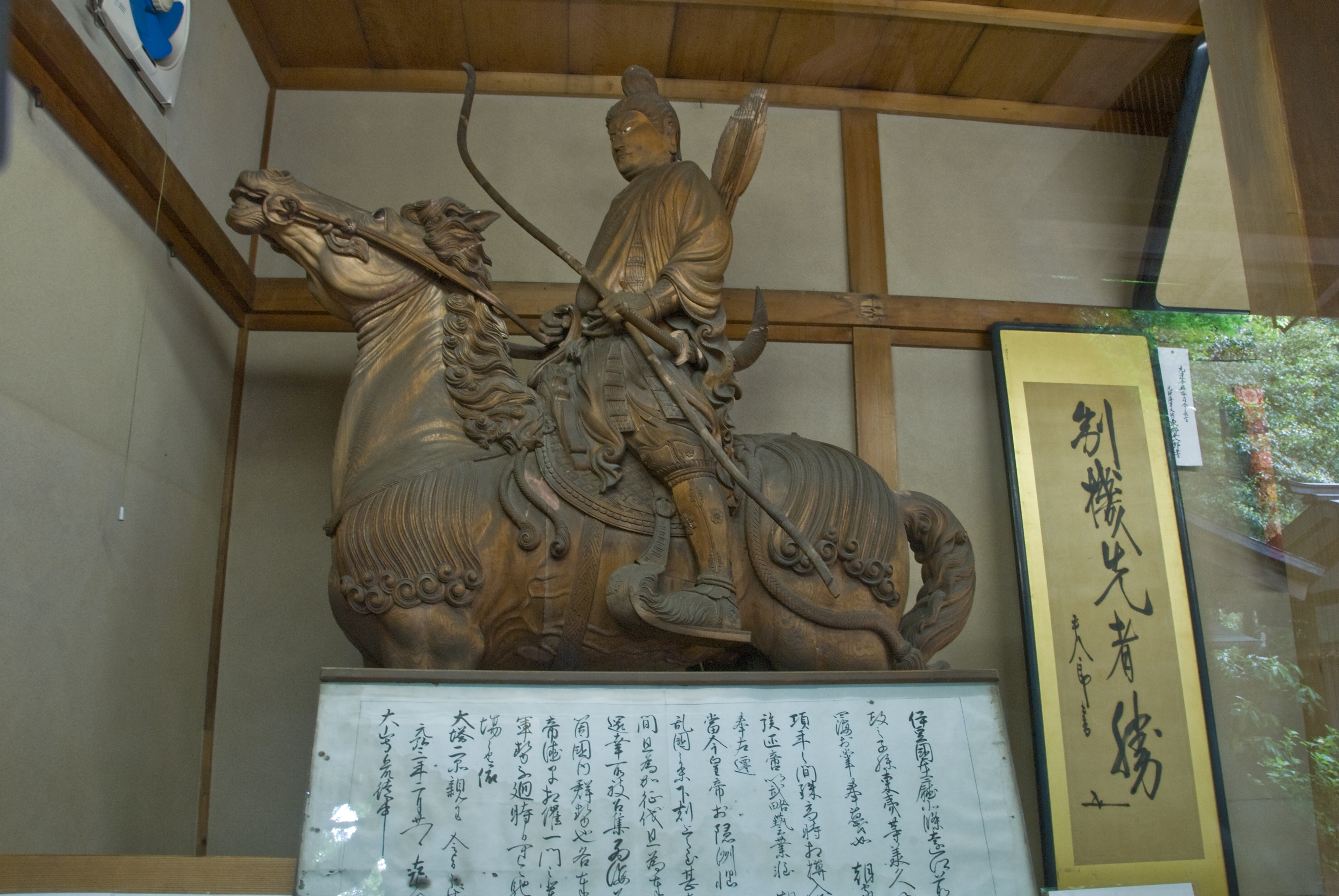
Estátua do príncipe Morinaga

O Príncipe Morinaga ou Príncipe Moriyoshi ( 護良親王, Moriyoshi no shinnō, Morinaga no shinnō, 1308 – 12 de agosto de 1335) foi um dos dois xoguns que governaram durante a Restauração Kemmu.
Foi filho do imperador Go-Daigo e de Minamoto no Chikako. Lutou a favor do imperador, porém foi capturado por Ashikaga Takauji, que se rebelou contra o poder imperial. O irmão de  Takauji, Ashikaga Tadayoshi o manteve cativo em uma cova por cerca de nove meses, antes de executá-lo.
| Precedido por Príncipe Morikuni (Xogunato Kamakura) | -- 1°Xogum da Restauração Kemmu 1333 | Sucedido por Príncipe Narinaga |